# Asimina triloba
Asimina triloba (en anglès es diu Pawpaw) és una espècie de planta del gènere Asimina, nativa de l'est de Nord-amèrica, des del sud d'Ontario i Nova York a Nebraska, Florida i l'est de Texas. S'aclimata al clima europeu puix que resisteix a temperatures relativement baixes.

## Descripció
És un arbust gros o un arbre petit de fins a 11 m d'alt.
És caducifoli de fulles laceolades de 15-30 cm de llarg amb un àpex agut.
Les flors són de color vermell fosc de 2-5 cm de diàmetre amb tres sèpals i sis pètals i fan olor pudenta.
El fruit és comestible, una baia grossa verd groguenc de 5-15 cm de llarg amb diverses llavors marrons.